# Vocodeur

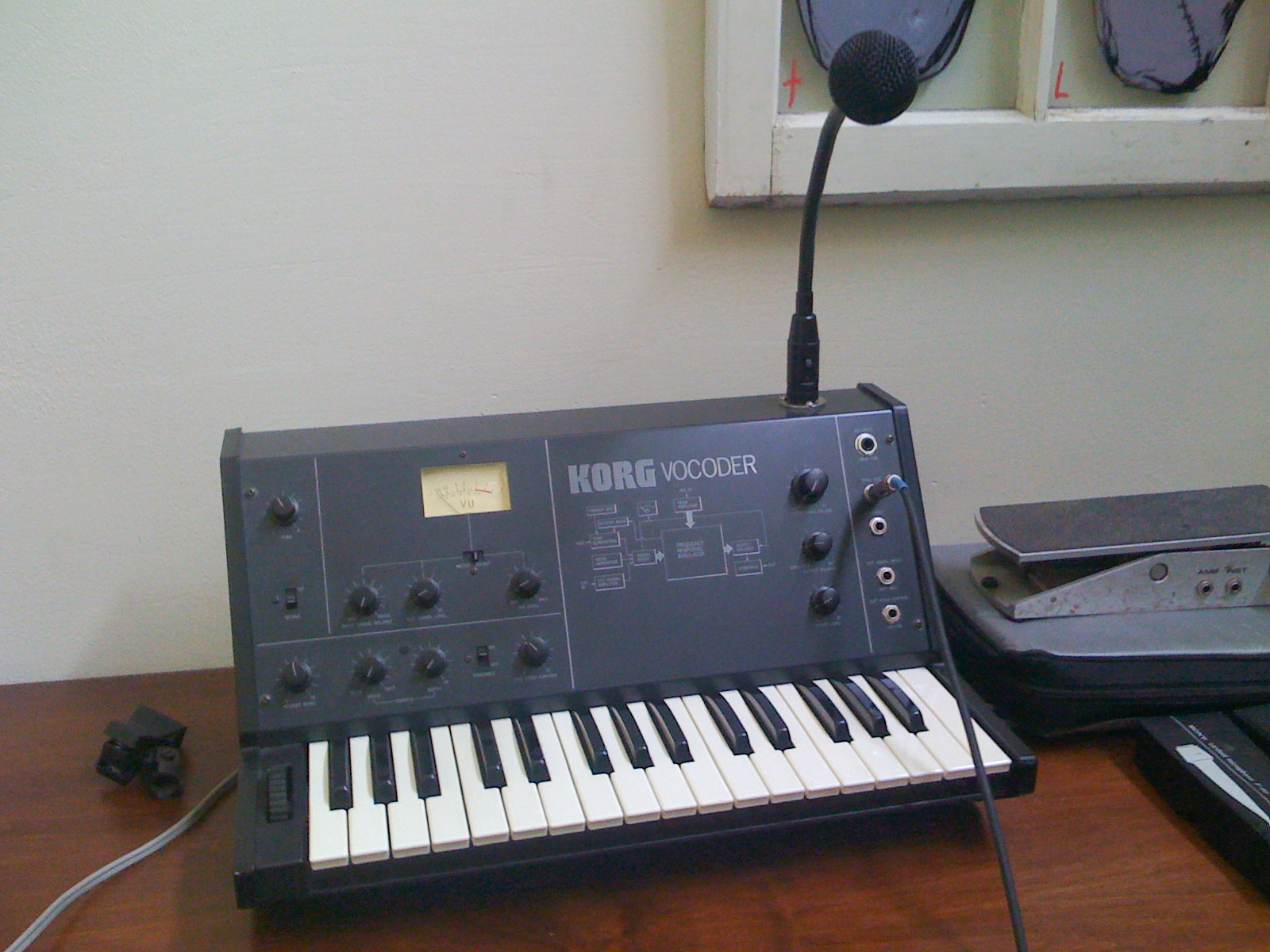
Un Vocoder VC-10 de Korg.

Le vocoder ou vocodeur est un dispositif électronique de traitement du signal sonore. Son nom, contraction de voice coder (« codeur de voix » en anglais), a été francisé en « vocodeur ». Il analyse les principales composantes spectrales de la voix (ou d'un autre son) et fabrique un son synthétique à partir du résultat de cette analyse.

## Histoire
Le vocodeur a été inventé en 1939 par Homer Dudley, ingénieur aux laboratoires Bell, afin d'assurer une transmission efficace de la voix sur le réseau téléphonique. Développé alors sous le nom de voder (Voice Operating DEmonstratoR), il fut présenté à l'Exposition universelle de New York 1939-1940. S'ensuivra une version améliorée en 1940, le vocoder. Au premier abord, le vocodeur eut peu de succès, car il donnait à la voix une texture plutôt robotique. Il fut toutefois utilisé par l'armée américaine dans le premier système de communication numérique SIGSALY qui permettait notamment à Franklin Roosevelt et Winston Churchill de communiquer par-delà l'océan durant la Seconde Guerre mondiale. En 1945, il est signalé par Vannevar Bush dans un article célèbre, « As We May Think », publié pour la première fois dans The Atlantic Monthly en juillet 1945, qui introduisait la notion de World Wide Web (Memex). En 1948, il en fera une démonstration aux studios de la WDR pour Werner Meyer-Eppler, directeur de l'Institut de phonétique à l'université de Bonn. Ce dernier était fasciné par le synthétiseur vocal et a employé ce premier vocodeur comme base pour ses écrits qui sont rapidement devenus la bible du mouvement allemand d’Electronische Musik. Ainsi le vocodeur était prêt pour être adopté comme instrument.

## Technique

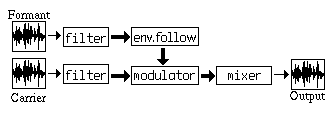
Principe du vocodeur.

Le vocodeur de Dudley découpait la voix en 12 bandes de fréquences dont il mesurait l'amplitude. Ce sont ces coefficients qui étaient envoyés sur le câble téléphonique. De l'autre côté en sommant les 12 fréquences pondérées des chiffres mesurés, on obtenait quelque chose de similaire au message initial. Ce procédé économise près de 90 % de la bande passante. En effet, le signal audio associé à la voix s'étend sur les fréquences de 400 à 3 400 Hz, soit une bande passante de 3 000 Hz. En décomposant son spectre en une douzaine de sous-bandes de fréquences d'intensités différentes nettement moins larges, on peut n'utiliser que 300 Hz de largeur de bande totale.
La technique originale de « voicecoder » est toujours utilisée en musique avec certains termes normalisés. Deux signaux, le porteur et le modulateur, sont passés dans une banque de filtres passe-bande. L'amplitude du modulateur est mesurée via un « suiveur d'enveloppe ». Les deux signaux sont ensuite modulés (multipliés) afin que l'enveloppe mesurée sur le modulateur soit appliquée au porteur. De cette manière, les caractéristiques d'amplitude d'une voix peuvent être appliquées à un son de synthétiseur via un circuit parallèle de (Passe bande)*(Passe bande+suiveur d'amplitude).
Plus ce circuit est reproduit en parallèle, plus la resynthèse du modulateur (la voix couramment) sera précise. La technique de vocodage peut être également appelée « synthèse croisée ».
Certains vocodeurs permettent également de déplacer les fréquences des formants du signal, de sorte que la voix devient totalement déformée et méconnaissable. Cette technique est par exemple utilisée pour rendre anonyme un locuteur à la télévision.
Il ne faut toutefois pas confondre vocodeur et SVP (Super Vocoder de Phase Cooley/Tukey) qui n'utilise pas du tout la technique de croisement de banque de filtres BP, mais d'autres techniques complexes d'analyse d'échantillons basées sur la FFT.

## Application musicale
Après les années 1940, le vocodeur n'a eu que peu d'applications : seuls certains studios comme ceux de la BBC en utilisaient pour proposer des sons particuliers.
Mais ce sont les musiciens des années 1970 qui vont se l'approprier, grâce notamment au constructeur britannique de synthétiseurs EMS qui fabriqua des vocodeurs aux dimensions et prix raisonnables. Parmi eux, Kraftwerk, dont pratiquement toutes les compositions à partir de 1973 sont agrémentées de voix vocodées, mais aussi The Buggles, Herbie Hancock, Wendy Carlos, Alan Parsons Project (The Raven), Giorgio Moroder, Mike Oldfield, Telex, Tangerine Dream, Frank Zappa, Electric Light Orchestra, Midnight Star, Cynic, Afrika Bambaataa, Laurie Anderson (spécialement le titre O Superman), ou Joe Zawinul. Neil Young surprendra notablement ses fans en sortant à l'aube des années 1980 un album inhabituel, Trans, où la moitié des titres sont chantés à travers un vocoder. Le compositeur de musique synthétique Jean-Michel Jarre utilise également ce dispositif sur de nombreux albums, dont celui sorti en 1988, Révolutions. Frank Farian a produit avec le fameux Vocoder de Sennheiser (25 000 DM à l'époque) les groupes Boney M. puis Milli Vanilli. Emerson, Lake & Palmer en fait aussi usage sur la pièce Karn Evil 9: Third Impression de l'album Brain Salad Surgery.
Plus récemment, à la fin des années 1990 et dans les années 2000, le vocodeur reprit de la popularité grâce à certaines compositions de  Eiffel 65, Madonna, Daft Punk, Air, Marboss, Cascada, Booba, etc.
Le chanteur Roger Troutman du groupe de funk Zapp, tout comme Matthias Jabs des Scorpions, Joe Walsh (Rocky Mountain Way), Stevie Wonder, Peter Frampton, ou Jack White utilisaient la talkbox, un appareil très différent du vocoder — et pourtant souvent assimilé à tort — qui permet de moduler un son de guitare ou de tout autre instrument avec la bouche, au travers d'un tube partant de l'instrument jusqu'à la bouche du musicien. David Gilmour, guitariste du groupe Pink Floyd, utilise la talkbox sur les pièces Sheep et Pigs de l'album Animals, puis sur A New Machine (Part 1) et A New Machine (Part 2) sur A Momentary Lapse of Reason, et finalement sur la pièce Keep Talking sur The Division Bell.
Le vocodeur ne doit pas non plus être confondu avec l'Auto-Tune (utilisé par des musiciens comme T-Pain par exemple), qui est un dispositif numérique de correction des fausses notes de la voix et qui peut notamment déformer la voix jusqu'à la transformer totalement lorsque des réglages extrêmes sont appliqués.
Enfin, les appareils de synthèse vocale, comme le Votrax conçu dans les années 1970 et également utilisé par Kraftwerk en plus du vocodeur, permettent de créer des voix robotiques très proches ou équivalentes à celles que peut produire un vocodeur. La console électronique de jeu éducatif la Dictée magique contient un module de synthèse vocale de ce type.
Le vocodeur est connu actuellement plus comme un instrument (ou effet) de création musicale et sonore que comme un moyen de communication.